# Воробьёв, Владимир Васильевич
Влади́мир Васи́льевич Воробьёв (19 октября 1929, Шахты — 14 мая 2003, Иркутск) — российский экономикогеограф, академик РАН (1990), директор Института географии СО РАН.

## Биография
В 1952 г. после окончания географического факультета МГУ начал работать в Восточно-Сибирском филиале АН СССР, прошёл путь от младшего научного сотрудника до директора Института географии СО РАН. С 1977 г. профессор, с 1981 г. член-корреспондент АН СССР, с 1990 г. — академик АН СССР (с 1991 — академик РАН).
Автор более 350 научных публикаций, в том числе 10 монографий, посвящённых изучению условий формирования населения Сибири — истории освоения и заселения, структуры региональных систем расселения, естественного и механического движения населения, трудовых ресурсов и вопросов их использования.
В 1980 г. вместе с членом-корреспондентом РАН В. А. Снытко основал научный журнал «География и природные ресурсы» и многие годы был его главным редактором.
Был награждён орденами «Знак Почёта» (1975), Дружбы народов (1982) и орденом Почёта (1999), несколькими медалями.